# ナビすた!
『ナビすた!』は、山口放送制作のテレビ番組。10分間の情報番組を放送する。

## 放送時間
- 土曜日10:15 - 10:25（～2007年9月）
- 土曜日10:20 - 10:30（2007年10月6日～）
※特番等により放送時間が前後・及び休止になる場合あり。

## 概要
山口県下松市にある映画館・MOVIX周南（ザ・モール周南内）での上映情報やその他の情報を伝える。2007年9月頃までは「週末おでかけ情報 ナビすた!」という題名だった。

## 出演者
全員山口放送のアナウンサー（（※）印は後に退社した人物）。
- 小野口奈々
- 塚田文（※）
- 徳田琴美
- 大河原あゆみ（※） - ナビゲーターを担当。
- 青木京子 - リポーターを担当。